# Monastère des Minorites de Český Krumlov
 (juillet 2024).

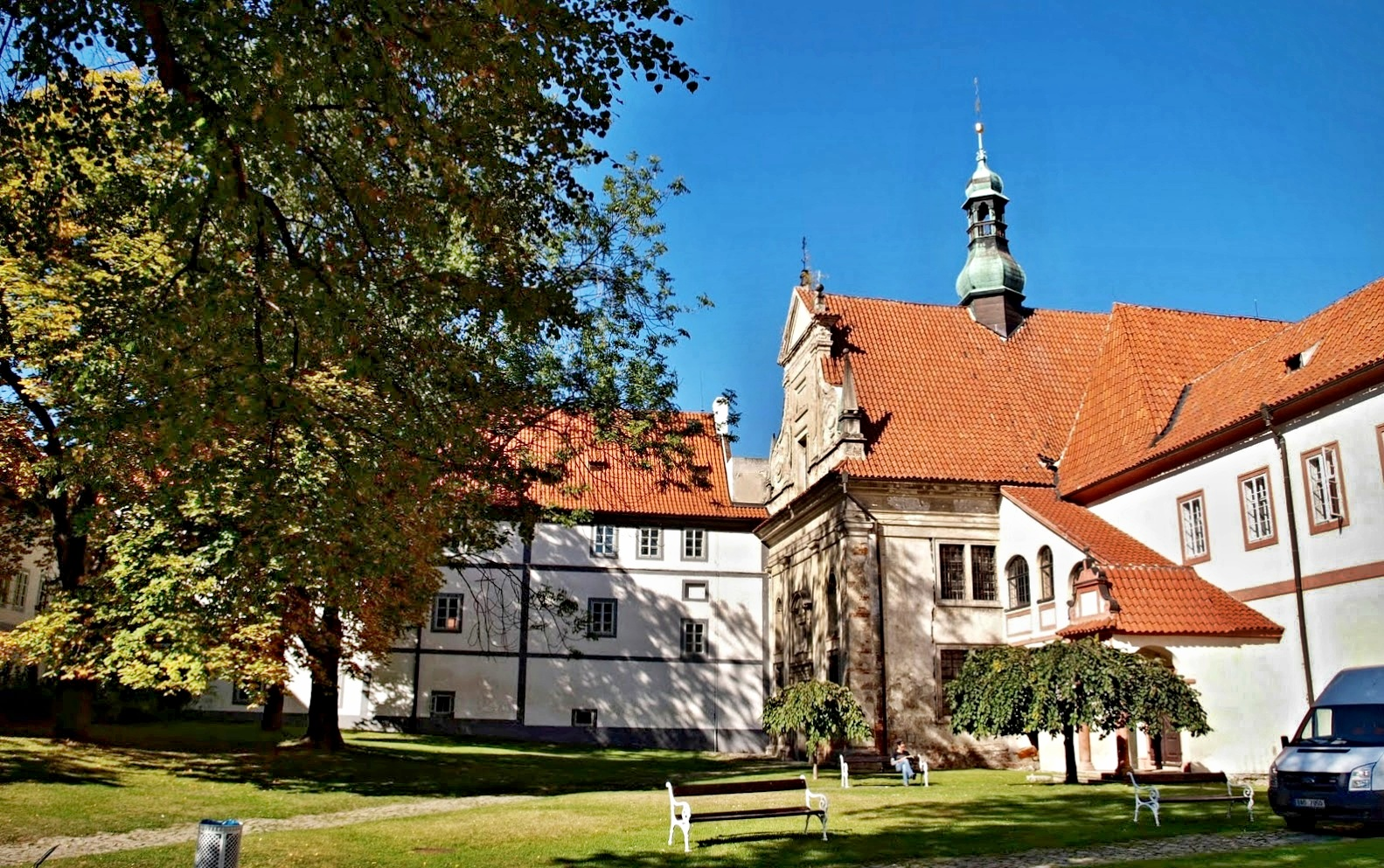
Le quartier du monastère

Le monastère des Minorites et des Clarisses est un ancien monastère situé à Český Krumlov en Tchéquie ; il a été fondé en 1350 en tant que monastère double et dissous en 1950. Le bâtiment du monastère est un monument culturel protégé depuis 1958 et reconverti en musée.

## Histoire
Le monastère a été fondé à Krumlov en Bohême par Katharina, veuve de Peter I von Rosenberg, et leurs fils Peter, Jost, Johann et Ulrich en 1350 sur le modèle du couvent Sainte-Agnès de Prague. Le pape Innocent VI a approuvé le 6 avril 1358 la création d'un monastère de Frères Mineurs avec 12 frères et de Clarisses avec 12 sœurs. Il est consacré le 13 mai 1358  ; en 1359 l'église du monastère est consacrée en l'honneur du corps du Christ et de la Vierge Marie par l'évêque Albert. En 1361, les trois premières clarisses arrivèrent au monastère avec l'abbesse Elisabeth d'Opava. 
Après l'incendie du couvent des Minorites vers 1560, Wilhelm von Rosenberg, trésorier et burgrave de Bohème, envisage de le dissoudre et de le transformer en brasserie. À la demande de l'abbesse, ce plan est abandonné ; la nouvelle brasserie est construite au sud-ouest du monastère, dans une boucle de la Moldau et Wilhelm von Rosenberg fait venir en 1588 des moines de Vienne à Krumlov pour gérer la brasserie. 
En 1609, Jules César d'Autriche (en), fils illégitime de l'empereur Rodolphe II et de sa maîtresse Kateřina Stradová, qui avait assassiné son amante Markéta Pichlerová l'année précédente dans une crise de schizophrénie, est enterré dans le monastère en un lieu aujourd'hui inconnu.
Le monastère des Clarisses est dissous par l'empereur Joseph II en 1782 et utilisé comme école militaire, puis transformé en appartements pour les fonctionnaires impériaux et les employés retraités. De 1864 à 1939, il abrite une école primaire pour filles dirigée par des sœurs enseignantes.
Le monastère des Minorites est dissous en 1950 par les dirigeants communistes de la Tchécoslovaquie, après le coup d'État de février 1948. Depuis 1995, le site est administré par la confrérie de la Croix à l'Etoile Rouge. En 2014, d'importants travaux de reconstruction ont été lancés pour réactiver le lieu ; le complexe monastique rénové a été inauguré le 28 novembre 2015.

## Architecture

### Église conventuelle
L'église est située entre le couvent des Clarisses au nord et celui des Frères mineurs au sud ; de la première église, il subsiste un autel-armoire gothique, ainsi que des fresques sur la galerie des nonnes,qui datent du XVe siècle. De 1649 à 1681, l'église a été allongée et couverte d'une voûte par Giacomo Antonio de Maggi ; un autel de style baroque a été installé. 

### Monastère des Minorites
Le cloître du monastère des Minorites, de style gothique, présente des fenêtres ogivales avec entrelacs ; dans son aile nord à deux nefs, des colonnes centrales torsadées soutiennent la voûte. Des scènes de la vie de saint Wolfgang ont été peintes en style rococo par Jan Václav Tschöpper en 1781. Marie Ernestine von Eggenberg fait construire dans la cour du cloître en 1687-1688 une chapelle dédiée à la Vierge noire d'Einsiedeln.